# ژان ویلریچ
ژان ویلریچ (انگلیسی: Jean Willrich؛ زادهٔ ۲۷ آوریل ۱۹۵۳) بازیکن فوتبال اهل ایالات متحده آمریکا است.
از باشگاه‌هایی که در آن بازی کرده‌است می‌توان به باشگاه فوتبال پی‌اس‌وی آیندهوون و باشگاه فوتبال اونیورسیداد ناسیونال اشاره کرد.